# Юрген Зундерманн
Юрген Зундерманн (нім. Jürgen Sundermann, 25 січня 1940, Мюльгайм-на-Рурі — 4 жовтня 2022) — німецький футболіст, що грав на позиції захисника, зокрема за клуб «Базель», а також національну збірну Німеччини.. По завершенні ігрової кар'єри — тренер.

## Клубна кар'єра
У дорослому футболі дебютував 1958 року виступами за команду «Рот Вайс» (Обергаузен), в якій провів чотири сезони.
Згодом з 1962 по 1966 рік грав за «Вікторію» (Кельн) та берлінську «Герту».
1966 року перебрався до Швейцарії ставши гравцем місцевого «Серветта», а за два роки досвідченного захисинка до своїх лав запросив «Базель», де Зундерманн провів три з половиною роки професійної ігрової кар'єри. Тричі, у 1969, 1970 і 1972 роках, ставав у складі «Базеля» чемпіоном Швейцарії.
1973 року повернувся до «Серветта», де до 1976 року був граючим тренером, після чого завершив ігрову кар'єру.

## Виступи за збірну
1960 року провів свою єдину гру у складі національної збірної Німеччини.

## Кар'єра тренера
Отримавши перший досвід тренерської роботи у «Серветті» як граючий тренер, 1976 року повернувся на батьківщину, де отримав посаду головного тренера  «Штутгарта», тренував штутгартський клуб три роки.
Згодом протягом 1979–1980 років знову працював у Швейцарії, де очолював тренерський штабґ «Грассгоппера».
1980 року повернувся до «Штутгарта», а протягом наступних двох десятиріч працював із низкою німецьких та іноземних команд. Тренував французький «Страсбур», турецькі «Трабзонспор» і «Малатьяспор», чеську «Спарту» (Прага) і туніський «Сфаксьєн», а останнім місцем тренерської роботи Зундерманна був австрійський «Форвартс-Штайр», головним тренером команди якого він був протягом 1999 року.

## Титули і досягнення
- Чемпіон Швейцарії (3):

«Базель»: 1968-1969, 1969-1970, 1971-1972